# Luverne (Alabama)
Luverne is een plaats (city) in de Amerikaanse staat Alabama, en valt bestuurlijk gezien onder Crenshaw County.

## Demografie
Bij de volkstelling in 2000 werd het aantal inwoners vastgesteld op 2635.
In 2006 is het aantal inwoners door het United States Census Bureau geschat op 2728, een stijging van 93 (3,5%).

## Geografie
Volgens het United States Census Bureau beslaat de plaats een oppervlakte van
32,2 km², waarvan 32,1 km² land en 0,1 km² water. Luverne ligt op ongeveer 98 m boven zeeniveau.

## Plaatsen in de nabije omgeving
De onderstaande figuur toont de plaatsen in een straal van 32 km rond Luverne.